# Warszawa (Długołęka)
Warszawa – część wsi Długołęka w Polsce, położona w województwie podlaskim, w powiecie monieckim, w gminie Krypno. Wchodzi w skład sołectwa Długołęka.
W latach 1975–1998 Warszawa administracyjnie należała do województwa białostockiego.